# Nazionale di bob delle Antille Olandesi
La nazionale di bob delle Antille Olandesi fu la selezione che rappresentò le Antille Olandesi nelle competizioni internazionali di bob.
La squadra ha preso parte a due edizioni dei Giochi olimpici invernali.
Dopo la dissoluzione delle Antille Olandesi del 2010, gli atleti ex antillani olandesi possono partecipare alle Olimpiadi solo sotto la bandiera dei Paesi Bassi o di Aruba.

## Storia
Nel 1981, dopo un appello del giornalista sportivo Frans Henrichs (che insieme all'italiano Italo De Lorenzo, ex bobbista della Nazionale di bob dell'Italia, aveva fondato nel 1978 la  Bob- en Sleebond Nederland), il Comitato Olimpico dei Paesi Bassi (NOC) offrì 200.000 fiorini agli atleti che si fossero allenati in discipline olimpiche poco popolari, tra cui il bob e lo slittino. Fu così che Bart Carpentier Alting (nato a Curaçao) si interessò a questi sport invernali. Nel 1983, la squadra olandese prese parte ai Campionati mondiali di slittino 1983 a Lake Placid: una volta lì, si scoprì che tutti i partecipanti ai successivi campionati mondiali di bob 1983, che si sarebbero tenuti sulla stessa pista due settimane dopo, avrebbero ricevuto 1.000 dollari per coprire i costi. Pertanto, anche la squadra olandese, pur utilizzando un bob preso in prestito da altri atleti, prese parte a questo evento: non essendo però mai saliti su un bob, furono consigliati dall'allenatore canadese di tenere tirati i freni all'inizio di quella che è considerara una delle piste più pericolose del mondo, ma questo causò le proteste delle altre squadre perché il ghiaccio della pista venne rovinato; nella quarta manche ci fu inoltre un errore di sterzata e il bob si ribaltò, facendo cadere sulla pista il frenatore Jan-Willem de Groot. Pur avendo buone possibilità di qualificarsi con la nazionale olandese alle olimpiadi di Sarajevo 1984, il suo frenatore Wouter Latour si ruppe una gamba nell'ultima discesa, per cui il sogno olimpico dovette essere rimandato.
Durante la preparazione per i Giochi di Calgary 1988, si verificarono disordini amministrativi all'interno della Federazione olandese del bob, a cui si aggiunsero dei requisiti stringenti per far parte della delegazione olimpica (essere tra i primi 8 atleti al mondo), che di fatto impedirono ad una squadra olandese di partecipare alle gare di bob dei Giochi invernali. Nacque così in l'idea "esotica" di mandare una squadra caraibica di bob ai Giochi, sfruttando il fatto che Bart Carpentier Alting era nato sull'isola di Curaçao e aveva ancora diversi conoscenti che avevano prestato servizio militare con lui. All'inizio del 1986 Carpentier Alting tornò a Curaçao per tentare di convincere il Comitato Olimpico delle Antille Olandesi a creare una squadra di bob e slittino del paese caraibico:
(Bart Carpentier Alting)
Se da un lato i media coprirono ampiamente la partecipazione dei bobbisti "tropicali" della Nazionale di bob della Giamaica a Calgary 1988, viceversa i giornalisti dell'epoca criticarono la partecipazione dei bobbisti antillani "bianchi", vista come uno scherzo o un astuto utilizzo delle scappatoie del diritto olimpico; tuttavia Bart Carpentier Alting rivendicò il fatto di essere nato a Curaçao e di averci prestato il servizio militare, di aver effettuato il percorso di qualificazione secondo le regole della Federazione internazionale e che il Comitato olimpico antillano olandese non era stato creato apposta per lui, ma esisteva da almeno 30 anni. Nella gara olimpica del bob a due, Bart Carpentier Alting e Bart Drechsel si classificarono al 29º posto (su 41 squadre partecipanti).
Quattro anni dopo, ad Albertville 1992, le Antille Olandesi schierarono nuovamente una squadra, composta da Bart Carpentier Alting insieme a Dudley den Dulk), classificandosi al 37º posto su 46 squadre partecipanti.

## Partecipazione ai giochi olimpici invernali

### Bob a due maschile
| anno | città       | classifica | composizione                           |
| ---- | ----------- | ---------- | -------------------------------------- |
| 1988 | Calgary     | 29°        | Bart Carpentier Alting Bart Drechsel   |
| 1992 | Albertville | 37°        | Bart Carpentier Alting Dudley den Dulk |